# Bruno Senna
Bruno Senna Lalli (San Paolo, 15 ottobre 1983) è un ex pilota automobilistico brasiliano.
È nipote di Ayrton Senna, figlio della sorella Viviane.

## Biografia
Ayrton, sul finire del 1993, dichiarò: "Se pensate che io sia bravo, aspettate di vedere mio nipote e capirete realmente quanto sono bravo". Dopo la morte dello zio, la carriera di Bruno subì un brusco stop che rischiò di diventare definitivo quando anche suo padre perì nel 1996, in un banale incidente stradale su una Ducati: la voglia di correre tuttavia superò ogni sorta di remora e di timore in famiglia; nel 2004, in occasione del 10º anniversario della morte di Ayrton, gli fu consegnata una replica della Lotus 98T guidata dallo zio nel 1986; tale vettura fu guidata da Bruno stesso sulla pista di San Paolo, in occasione del Gran Premio del Brasile; il casco utilizzato durante le gare è una replica di quello dello zio. Nel 2012 ha vinto il Trofeo Lorenzo Bandini, assegnato al miglior pilota emergente della Formula 1.

## Carriera

### Gli esordi
Grazie all'aiuto di Gerhard Berger, grande amico di Ayrton, nel 2004 gli fu organizzato un test a Valencia per la neonata Formula BMW. Il 21 agosto 2004, Bruno era sulla griglia di partenza di tale categoria, sulla pista di Brands Hatch; il suo esordio avviene nel team Carlin Motorsport col numero 20, con un casco i cui colori grigio, rosso e nero, ricalcavano quelli della vettura. Correndo solo gli ultimi tre appuntamenti della competizione, chiuse 21º in classifica generale con 6 punti, ottenendo il suo miglior piazzamento in gara in sesta posizione e due giri veloci. Col casco che aveva assunto nel frattempo una colorazione uguale a quella dello zio proprio in suo onore, fu contattato dal team Shangsai FRD GT Tires per disputare il prestigioso Gran Premio di Macao di Formula 3; su 33 partecipanti, Bruno ottenne l'8º tempo in qualifica ed il 2º posto in gara.
Nel 2005 Bruno disputò il campionato di F3 inglese, a bordo di una Dallara motorizzata Mugen-Honda del team Double R Racing Team gestito da Kimi Räikkönen e dal suo manager Steve Robertson. I risultati furono piuttosto discontinui; Senna conquistò due podi (un secondo ed un terzo posto) ed una pole, chiudendo in decima posizione il campionato; prese parte nuovamente al Gran Premio di Macao di Formula 3, non concludendo però la gara per via di un incidente. Nel 2006 continuò a correre in F3 inglese nel team Double R Racing Team, passato nel frattempo alla dotazione di motori Mercedes; dopo una doppia affermazione nella gara inaugurale ad Oulton Park, Senna rimase in lotta per il titolo per quasi tutta la stagione, chiudendo il campionato 3º con 229 punti, 5 vittorie, 9 podi, 3 pole position e 5 giri veloci. Il 28 maggio fece la sua prima apparizione sul Circuito di Monte Carlo come ospite nella gara della serie Porsche Supercup, ritirandosi alla prima curva per un guasto alla frizione.

### GP2

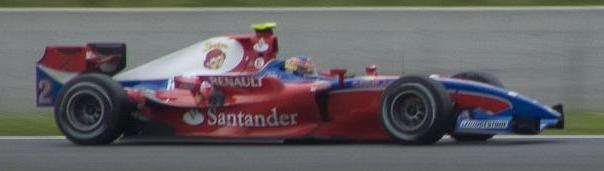
Bruno Senna alla guida della iSport International.

Nel 2007 Senna passò alla GP2 con il team Arden; la stagione iniziò in modo molto positivo, con un quarto posto nella gara inaugurale in Bahrain e una vittoria nella gara lunga nel secondo appuntamento del campionato, a Barcellona. Dopo un ulteriore podio nella gara principale in Francia, Senna fece segnare una serie di prestazioni poco brillanti, conquistando un solo punto nelle quattro manifestazioni seguenti. Il pilota brasiliano tornò competitivo a Monza, dove conquistò il quarto posto nella gara principale ed il terzo in quella sprint, chiudendo il campionato in ottava posizione con 34 punti. Nel 2008 passò al team iSport International, col quale corse anche nel campionato GP2 Asia, chiuso in quinta posizione; dopo aver conquistato un secondo e un quarto posto nelle gare inaugurali a Barcellona, in Turchia Senna terminò in quindicesima posizione la gara principale, dovendosi ritirare nella gara sprint per aver investito un cane.
Nella gara seguente, a Montecarlo, Senna conquistò la vittoria nella gara principale nello stesso giorno dell'anno in cui suo zio Ayrton aveva vinto per l'ultima volta nel principato, seguirono una seconda affermazione nella gara sprint a Silverstone e diversi piazzamenti a podio ed in zona punti, che permisero al brasiliano di entrare nella lotta per il titolo. Nelle gare di Valencia e Spa-Francorchamps, Senna ottenne solamente due punti (frutto della pole position conquistata in Belgio), arrivando quindi all'ultimo appuntamento della stagione con un ritardo di dodici lunghezze da Giorgio Pantano, leader della classifica; a Monza Senna chiuse la gara principale in quinta posizione, risultato insufficiente per tenere aperta la lotta per il campionato nonostante il ritiro del rivale; il pilota brasiliano conquistò il secondo posto in classifica, con 64 punti, due vittorie e tre pole position. Nel 2009 Senna tentò di approdare in Formula 1, al volante della Honda; tuttavia, il team giapponese fu venduto a Ross Brawn, che gli preferì l'esperto Barrichello. Rimasto a piedi, disputò diverse gare di durata, tra le quali la 1000 km di Catalunya, chiusa sul gradino più basso del podio.

### Formula 1

#### 2010: HRT

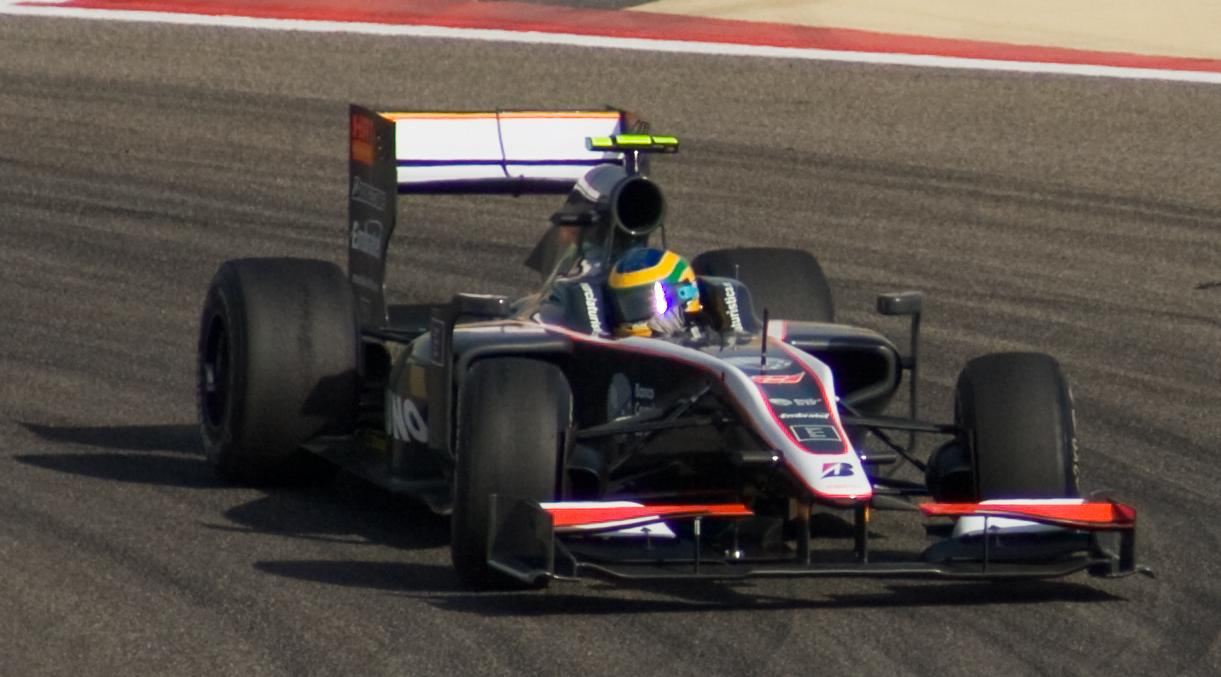
Senna al Gran Premio del Bahrain 2010 sull'HRT

Durante il weekend del Gran Premio di Abu Dhabi 2009 fu ufficializzato l'ingaggio di Bruno Senna quale pilota titolare della Campos Grand Prix per il campionato 2010; la partecipazione al mondiale della scuderia spagnola rimase in dubbio fino a poche settimane prima dell'inizio della stagione, quando il team cambiò proprietà e fu ribattezzato HRT. La vettura, sviluppata dalla Dallara e portata in gara senza effettuare alcun test preparatorio, si rivelò molto poco competitiva, relegando Senna ed il suo compagno di squadra Karun Chandhok stabilmente in fondo al gruppo; i problemi tecnici furono aggravati dalla penuria di pezzi di ricambio, dovuta alla rottura dei rapporti tra la squadra e la Dallara. Nel Gran Premio di Gran Bretagna Senna fu sostituito occasionalmente dal giapponese Sakon Yamamoto; Senna chiuse la stagione senza ottenere punti, con il quattordicesimo posto ottenuto nel Gran Premio di Corea come miglior risultato in gara.

#### 2011: Renault
Per il campionato 2011 l'HRT ingaggiò come piloti titolari Narain Karthikeyan e Vitantonio Liuzzi; rimasto senza un volante, Senna firmò un contratto come terzo pilota della Renault. In seguito al grave infortunio occorso a Robert Kubica il pilota brasiliano avrebbe potuto ottenere un posto da titolare nella scuderia francese, ma dopo alcuni test gli fu preferito il più esperto Nick Heidfeld. Alla vigilia del Gran Premio del Belgio Senna fu promosso pilota titolare dalla scuderia transalpina proprio al posto del pilota tedesco; il brasiliano fu quindi al volante della Renault anche per la gara successiva, il Gran Premio d'Italia, dove con un nono posto conquistò gli unici punti dell'anno. Fu confermato fino al termine della stagione.

#### 2012: Williams

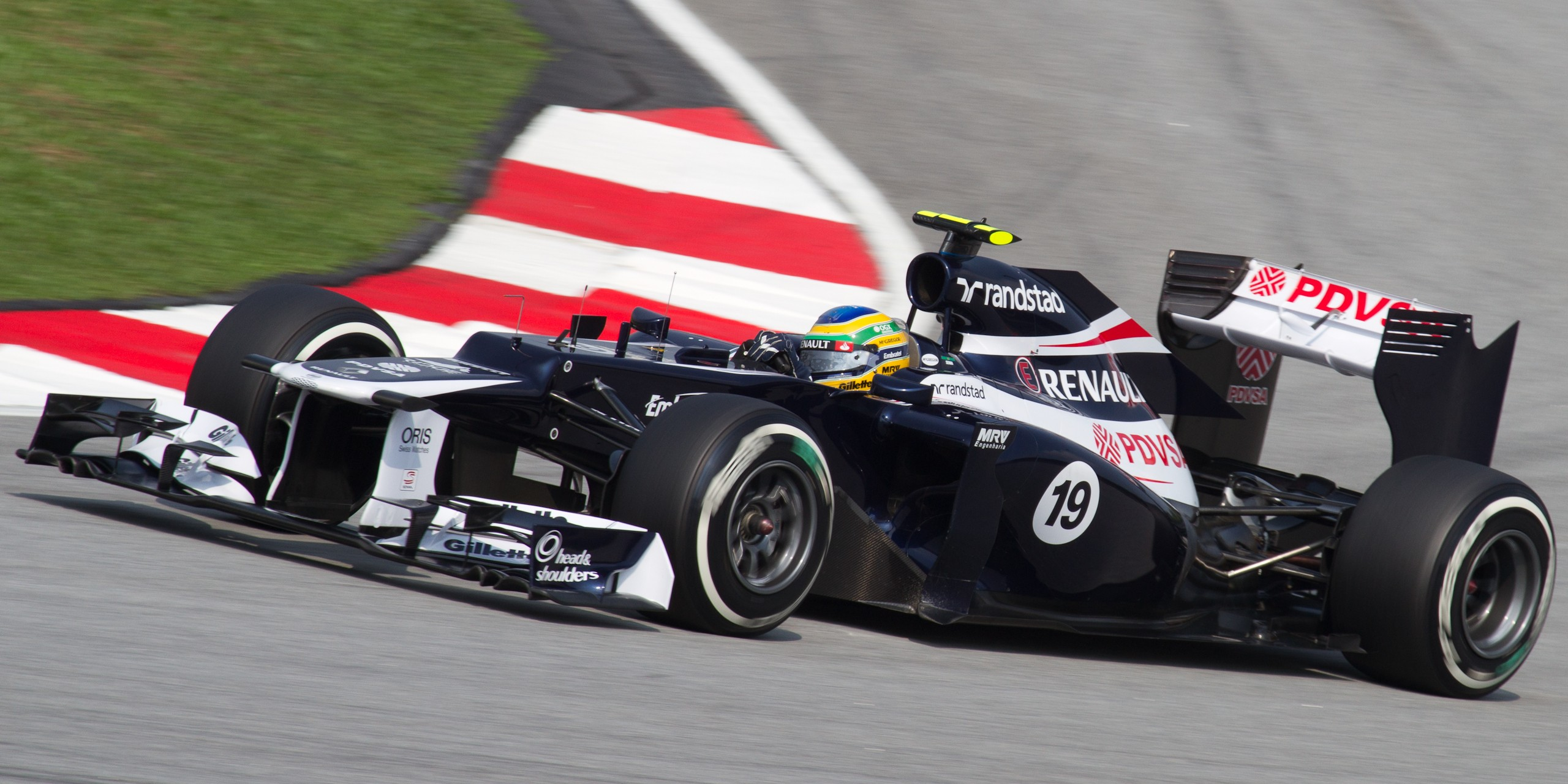
Senna alla guida della sua Williams durante le qualifiche del Gran Premio della Malesia 2012

Il 17 gennaio 2012 la Williams comunicò l'ingaggio di Senna, spinto da diversi sponsor personali, per il campionato 2012 come compagno di squadra di Pastor Maldonado, in sostituzione del connazionale Rubens Barrichello. La vettura si rivelò piuttosto competitiva, permettendo a Senna di lottare per i punti già dalle prime gare; il pilota brasiliano chiuse per la prima volta tra i primi dieci nel Gran Premio della Malesia, nel quale giunse sesto dopo una lunga rimonta dalle ultime posizioni. Nel successivo Gran Premio di Cina il pilota brasiliano ottenne un settimo posto al termine di una gara regolare; nel prosieguo della stagione, tuttavia, Senna ebbe difficoltà a ottenere buoni risultati in qualifica, subendo spesso distacchi pesanti dal compagno di squadra e riuscendo ad entrare tra i primi dieci solo nel Gran Premio d'Ungheria, chiuso in settima posizione. Nelle altre gare del campionato il pilota brasiliano ottenne altri sette piazzamenti a punti, risultando più costante di Maldonado nel rendimento in gara, ma non andò oltre un ottavo posto nel Gran Premio di Abu Dhabi. Nel Gran Premio del Belgio, concluso in dodicesima posizione, Senna fece segnare il primo giro più veloce in gara in carriera; il pilota brasiliano si piazzò in sedicesima posizione nella classifica piloti, con 31 punti. I risultati piuttosto deludenti ottenuti soprattutto in qualifica spinsero la squadra a non riconfermarlo, preferendogli il collaudatore Valtteri Bottas per il campionato 2013.

### Dopo la Formula 1

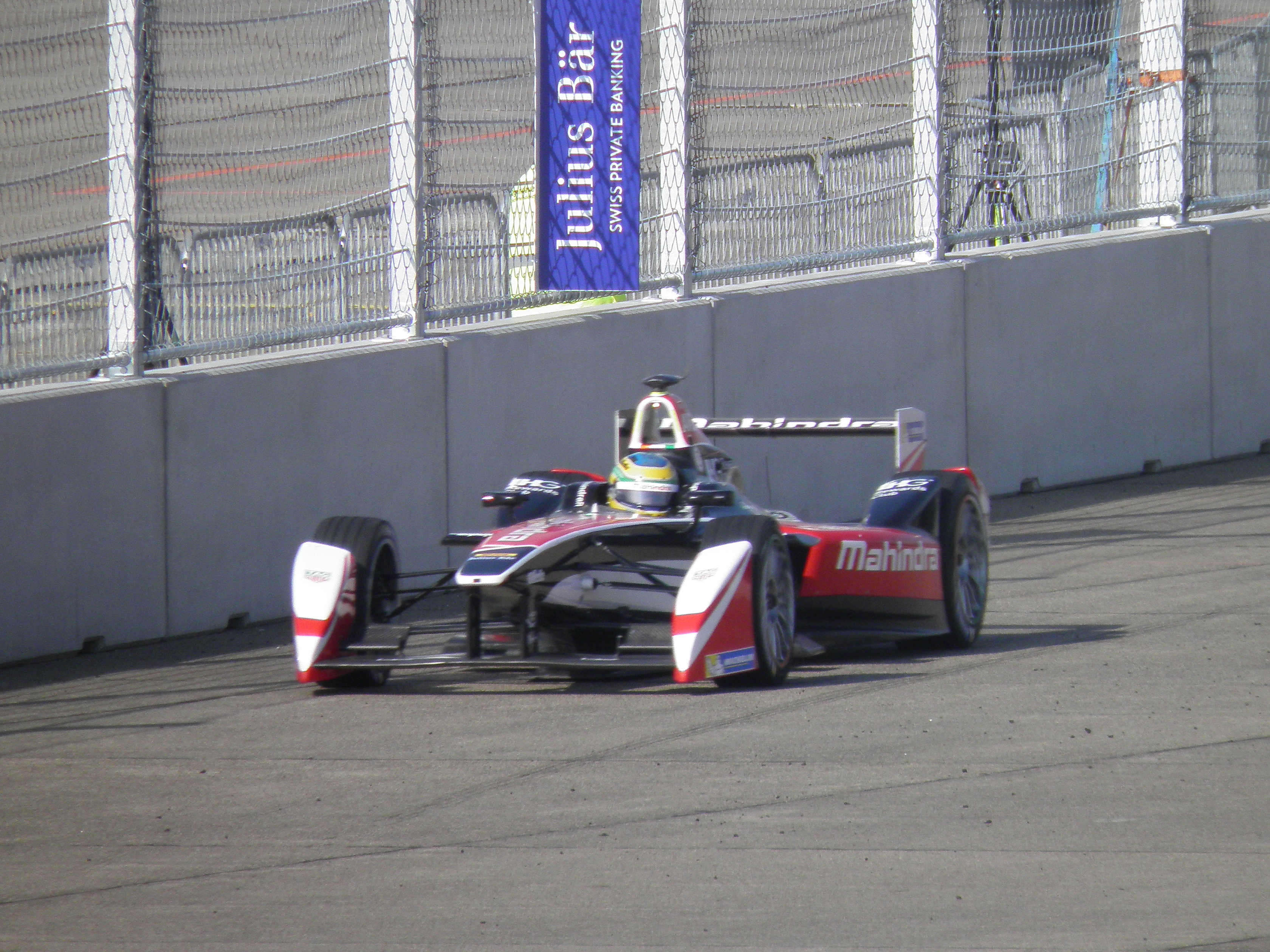
Bruno Senna a Berlino in Formula E.

Terminata l'esperienza nella massima serie automobilistica, nel 2013 passa nel mondiale Endurance con il team Aston Martin Racing, con il quale ottiene due vittorie (alla 6 Ore di Silverstone e ad Austin) e due secondi posti (a Spa-Francorchamps e al Fuji) come migliori risultati; nello stesso anno partecipa anche a quattro gare del campionato Blancpain Endurance Series con il team Von Ryan Racing. Nel 2014, sempre con l'Aston Martin, prende parte a due gare dello stesso campionato, tra cui la 24 Ore di Le Mans. Dalla stagione 2014-2015 alla stagione 2015-2016 partecipa al neonato campionato di Formula E con il team Mahindra Racing. Dal 2016 ritorna a gareggiare nel WEC con il team Morand Racing.

## Curiosità
Senna è un cognome materno, è una legge brasiliana, ai figli prima si mette il cognome della madre e poi quello del padre.

## Risultati sportivi

### GP2
| Anno      | Squadra              | 1         | 2          | 3          | 4           | 5           | 6         | 7           | 8           | 9           | 10         | 11          | 12         | 13         | 14         | 15        | 16          | 17         | 18          | 19        | 20          | 21         | Pos. | Punti |
| --------- | -------------------- | --------- | ---------- | ---------- | ----------- | ----------- | --------- | ----------- | ----------- | ----------- | ---------- | ----------- | ---------- | ---------- | ---------- | --------- | ----------- | ---------- | ----------- | --------- | ----------- | ---------- | ---- | ----- |
| 2007      | Arden International  | BHR FEA 4 | BHR SPR 8  | ESP FEA 1  | ESP SPR 4   | MON FEA 11  | FRA FEA 3 | FRA SPR 7   | GBR FEA 11  | GBR SPR 10  | GER FEA 15 | GER SPR Ret | HUN FEA 13 | HUN SPR 12 | TUR FEA 10 | TUR SPR 6 | ITA FEA 4   | ITA SPR 3  | BEL FEA Ret | BEL SPR 8 | VAL FEA Ret | VAL SPR 14 | 8º   | 34    |
| 2008 Asia | iSport International | UAE FEA 2 | UAE SPR 19 | IND FEA 7  | IND SPR 2   | MAL FEA Ret | MAL SPR 8 | BHR FEA 4   | BHR SPR Ret | UAE FEA DSQ | UAE SPR 12 |             |            |            |            |           |             |            |             |           |             |            | 5º   | 23    |
| 2008      | iSport International | ESP FEA 2 | ESP SPR 4  | TUR FEA 15 | TUR SPR Ret | MON FEA 1   | MON SPR 5 | FRA FEA Ret | FRA SPR 5   | GBR FEA 6   | GBR SPR 1  | GER FEA 4   | GER SPR 3  | HUN FEA 3  | HUN SPR 3  | EUR FEA 9 | EUR SPR Ret | BEL FEA 11 | BEL SPR Ret | ITA FEA 5 | ITA SPR 8   |            | 2º   | 64    |

### Formula 1
| 2010 | Scuderia | Vettura |     |     |    |    |     |     |     |     |    |  |    |    |     |     |     |    |    |    |    |  | Punti | Pos. |
| ---- | -------- | ------- | --- | --- | -- | -- | --- | --- | --- | --- | -- |  | -- | -- | --- | --- | --- | -- | -- | -- | -- |  | ----- | ---- |
| 2010 | HRT      | F110    | Rit | Rit | 16 | 16 | Rit | Rit | Rit | Rit | 20 |  | 19 | 17 | Rit | Rit | Rit | 15 | 14 | 21 | 19 |  | 0     | 23º  |

| 2011 | Scuderia | Vettura |  |  |  |  |  |  |  |  |  |  |    |    |   |    |    |    |    |    |    |  | Punti | Pos. |
| ---- | -------- | ------- |  |  |  |  |  |  |  |  |  |  | -- | -- | - | -- | -- | -- | -- | -- | -- |  | ----- | ---- |
| 2011 | Renault  | R31     |  |  |  |  |  |  |  |  |  |  | SP | 13 | 9 | 15 | 16 | 13 | 12 | 16 | 17 |  | 2     | 18º  |

| 2012 | Scuderia | Vettura |    |   |   |    |     |    |    |    |   |    |   |    |    |    |    |    |    |   |    |     | Punti | Pos. |
| ---- | -------- | ------- | -- | - | - | -- | --- | -- | -- | -- | - | -- | - | -- | -- | -- | -- | -- | -- | - | -- | --- | ----- | ---- |
| 2012 | Williams | FW34    | 16 | 6 | 7 | 22 | Rit | 10 | 17 | 10 | 9 | 17 | 7 | 12 | 10 | 18 | 14 | 15 | 10 | 8 | 10 | Rit | 31    | 16º  |

| Legenda | 1º posto     | 2º posto | 3º posto    | A punti         | Senza punti/Non class.  | Grassetto – Pole position Corsivo – Giro più veloce |
| Legenda | Squalificato | Ritirato | Non partito | Non qualificato | Solo prove/Terzo pilota | Grassetto – Pole position Corsivo – Giro più veloce |

### 24 Ore di Le Mans
| Anni | Team                  | Co-Piloti                           | Vettura                  | Classe  | Giri | Pos. | Class Pos. |
| ---- | --------------------- | ----------------------------------- | ------------------------ | ------- | ---- | ---- | ---------- |
| 2009 | Team Oreca-Matmut AIM | Stéphane Ortelli Tiago Monteiro     | Oreca 01-AIM             | LMP1    | 219  | DNF  | DNF        |
| 2013 | Aston Martin Racing   | Frédéric Makowiecki Rob Bell        | Aston Martin Vantage GTE | GTE Pro | 252  | DNF  | DNF        |
| 2014 | Aston Martin Racing   | Darren Turner Stefan Mücke          | Aston Martin Vantage GTE | GTE Pro | 310  | 35°  | 6°         |
| 2016 | RGR Sport by Morand   | Filipe Albuquerque Ricardo González | Ligier JS P2-Nissan      | LMP2    | 344  | 14°  | 10°        |
| 2017 | Vaillante Rebellion   | Nicolas Prost Julien Canal          | Oreca 07-Gibson          | LMP2    | 340  | 16°  | 14°        |
| 2018 | Rebellion Racing      | Neel Jani André Lotterer            | Rebellion R13-Gibson     | LMP1    | 375  | 4°   | 4°         |
| 2019 | Rebellion Racing      | Neel Jani André Lotterer            | Rebellion R13-Gibson     | LMP1    | 376  | 4°   | 4°         |
| 2020 | Rebellion Racing      | Norman Nato Gustavo Menezes         | Rebellion R13-Gibson     | LMP1    | 382  | 2°   | 2°         |

### Campionato del mondo endurance
| Anno    | Squadra             | Classe    | Vettura                  | SIL | SPA | LMS | SÃO | COA | FUJ | SHA | BHR |     | Punti | Pos. |
| ------- | ------------------- | --------- | ------------------------ | --- | --- | --- | --- | --- | --- | --- | --- | --- | ----- | ---- |
| 2013    | Aston Martin Racing | LMGTE Pro | Aston Martin Vantage GTE | 1   | 2   | Rit | Rit | 1   |     | 2   | Rit |     | 94    | 8°   |
| Anno    | Squadra             | Classe    | Vettura                  | SIL | SPA | LMS | COA | FUJ | SHA | BHR | SÃO |     | Punti | Pos. |
| 2014    | Aston Martin Racing | LMGTE Pro | Aston Martin Vantage GTE |     | 4   | 10  |     |     |     |     |     |     | 14    | 22°  |
| Anno    | Squadra             | Classe    | Vettura                  | SIL | SPA | LMS | NÜR | MEX | COA | FUJ | SHA | BHR | Punti | Pos. |
| 2016    | RGR Sport by Morand | LMP2      | Ligier JS P2             | 1   | 4   | 6   | 2   | 1   | 2   | 2   | 3   | 2   | 166   | 2°   |
| Anno    | Squadra             | Classe    | Vettura                  | SIL | SPA | LMS | NÜR | MEX | COA | FUJ | SHA | BHR | Punti | Pos. |
| 2017    | Rebellion Racing    | LMP2      | Oreca 07                 | 2   | 2   | 6   | 2   | 1   | 3   | 1   | 1   | 1   | 186   | 1°   |
| Anno    | Squadra             | Classe    | Vettura                  | SPA | LMS | SIL | FUJ | SHA | SEB | SPA | LMS |     | Punti | Pos. |
| 2018-19 | Rebellion Racing    | LMP1      | Rebellion R13            | SQ  | 4   | WD  | 3   | 4   | Rit | 5   | 4   |     | 73    | 7°   |
| Anno    | Squadra             | Classe    | Vettura                  | SIL | FUJ | SHA | BHR | COA | SPA | LMS | BHR |     | Punti | Pos. |
| 2019-20 | Rebellion Racing    | LMP1      | Rebellion R13            | 9   | 3   | 1   | 3   | 1   | 3   | 2   |     |     | 145   | 3°   |

### Formula E
| Anno    | Squadra         | Vettura                  | 1       | 2      | 3       | 4      | 5       | 6     | 7       | 8      | 9      | 10     | 11    | Punti | Posizione |
| ------- | --------------- | ------------------------ | ------- | ------ | ------- | ------ | ------- | ----- | ------- | ------ | ------ | ------ | ----- | ----- | --------- |
| 2014-15 | Mahindra Racing | Spark-Renault SRT 01E    | PEC Rit | PUT 14 | PDE 6   | BNA 5  | MIA Rit | LBH 5 | MON Rit | BER 17 | MOS 16 | LON 16 | LON 4 | 40    | 10º       |
| 2015-16 | Mahindra Racing | Spark-Mahindra M2ELECTRO | PEC 13  | PUT 5  | PDE Rit | BNA 10 | MEX 10  | LHB 5 | PAR 9   | BER 15 | LON 2  | LON 6  |       | 52    | 11º       |